# بيكتورينا دوران
بيكتورينا دوران سيبريان (مدريد، 12 نوفمبر 1899 - مدريد، 10 ديسمبر 1993) كانت مصممة ديكور ومصممة أزياء إسبانية، وأستاذة في قسم الأزياء وتصميم المشاهد في المعهد الوطني للموسيقى. كما كانت رسامة طليعية مرتبطة بالسريالية في عشرينيات وثلاثينيات القرن العشرين. بعد نفيها إلى الأرجنتين، أصبحت مديرة لمسرح كولون في بوينس آيرس.